# Жара (фестиваль)
Фестиваль «ЖАРА» — ежегодный международный музыкальный фестиваль, организуемый в Баку (Азербайджан), на курорте Sea Breeze Resort на берегу Каспийского моря с 2016 года. Также концертные программы фестиваля проходят в ОАЭ, Монако, Турции, Германии и России — в Москве в торгово-развлекательном центре «Крокус-Сити» и Сочи на курорте Красная Поляна.
Участниками фестиваля являются исполнители из стран Восточной Европы, Центральной Азии, Африки, Латинской Америки и других стран мира. В разные годы в фестивале принимали участие Алла Пугачёва, Тилль Линдеманн, Ин-Грид,  Алессандро Сафина, Боссон, София Ротару, Дан Балан, Лайма Вайкуле, Томас Н’эвергрин, Чингиз Мустафаев, Вера Брежнева, A’Studio, Манижа, Serebro, Глюкоза, Егор Крид, Zivert, Niletto, Катя Лель, Стивен Сигал, Дэвид Фостерс, Лара Фабиан, Димаш, Tsoy, Азиза и другие. Концертные дни фестиваля собирают более 150 артистов, более 12 000 зрителей в день и более 150 000 000 телезрителей в России и странах СНГ. Трансляция всех дней фестиваля проходит на «Первом канале».
В 2022 и 2023 годах проведение фестиваля было отменено из-за российского вторжения на Украину.

## Организаторы фестиваля
Организатором фестиваля является российский и азербайджанский певец, музыкант, предприниматель Эмин Агаларов. Фестиваль входит в состав экосистемы «Жара», входящей в структуру «Crocus Group».

## История фестиваля

### 2016

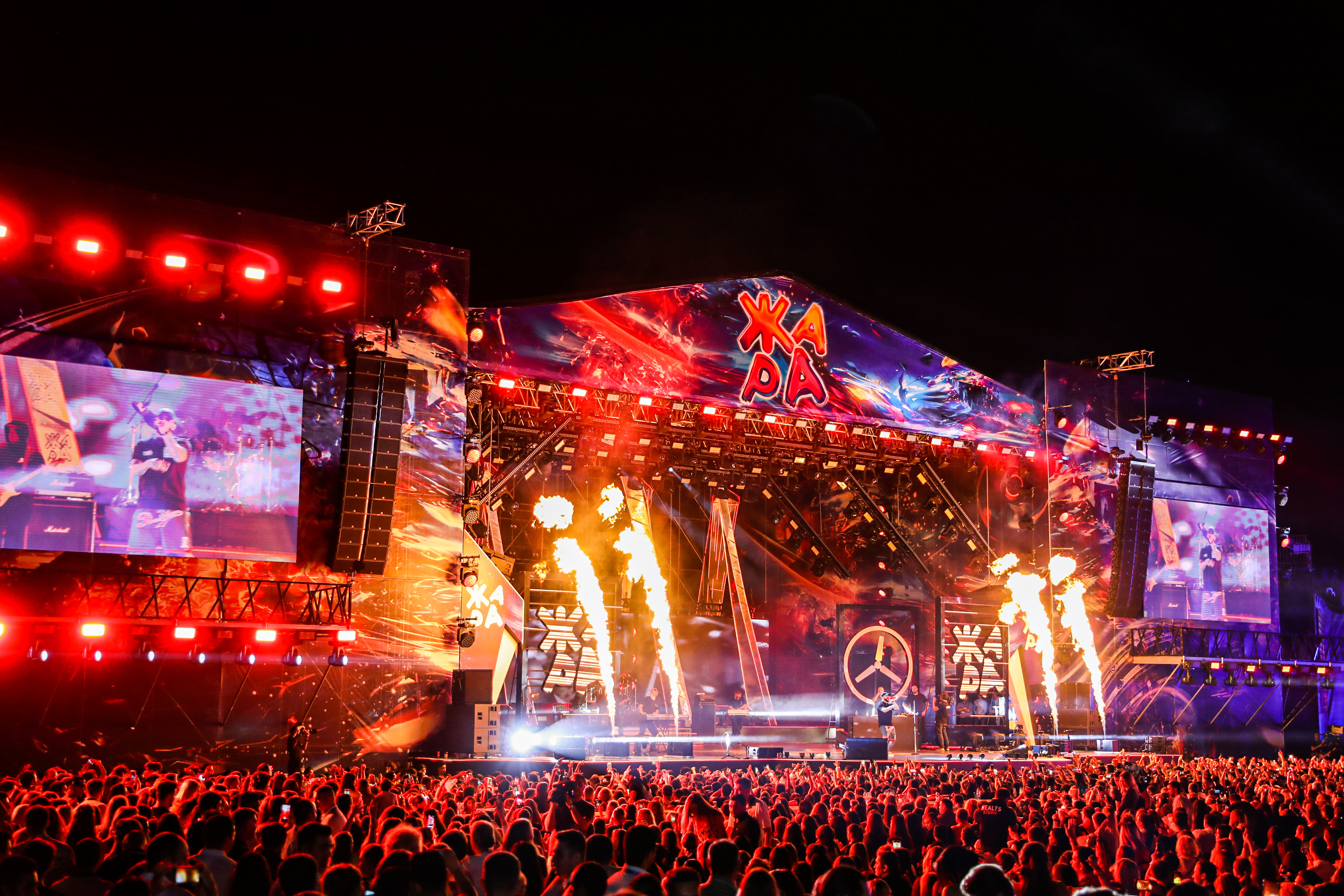

В 2016 году первый международный музыкальный фестиваль «ЖАРА» прошел с 9 по 10 июля и продлился 2 дня.
В этом же году был выпущен гимн фестиваля «ЖАРА», который исполнили хэдлайнеры фестиваля. Автор композиции — Максим Фадеев.
В первый год на фестивале выступили: Григорий Лепс, Филипп Киркоров, EMIN, Сергей Лазарев, LOBODA, A’STUDIO, Леонид Агутин, Ани Лорак, Стас Михайлов, Николай Басков, Владимир Пресняков, Ева Польна, Александр Ревва, Полина Гагарина, Тимати, Artik & Asti, Alekseev, SEREBRO, MBAND, Потап и Настя, Нюша, BURITO, Стас Костюшкин, Денис Клявер, Анита Цой, Tomas N’evergreen, Валерия, Лолита, Анна Седокова, Алексей Воробьев, Слава, группа «Пицца», Банд’Эрос, Время и Стекло, Юлианна Караулова, Влад Соколовский, Митя Фомин, Наргиз и другие.
Ведущими фестиваля «ЖАРА’2016» стали Яна Чурикова и Андрей Малахов.

### 2017
В 2017 году фестиваль «ЖАРА» прошёл с 25 по 28 июля в Баку (Азербайджан), на курорте Sea Breeze Resort на Каспийском море и продлился 4 дня. 
В этот год на фестивале состоялись творческие вечера Аллы Пугачевой, Софии Ротару и Григория Лепса.
Участниками фестиваля в 2017 году стали: Филипп Киркоров, Лев Лещенко, Владимир Винокур, Александр Маршал, EMIN, Макс Барских, A’STUDIO, Alekseev, Artik & Asti, LOBODA, MONATIK, Сергей Лазарев, Леонид Агутин, Александр Панайотов, Альбина Джанабаева, IOWA, Ани Лорак, Анита Цой, Валерий Меладзе, Валерия, Вахтанг, Вера Брежнева, Время и Стекло, Глюк’oZa, Диана Арбенина, Дима Билан, Егор Крид, Артур Пирожков, Жасмин, Ирина Дубцова, Кристина Орбакайте, Лайма Вайкуле, Лолита, МОТ, Наргиз, Николай Басков, Потап и Настя, Слава, Сосо Павлиашвили, Стас Пьеха, Тимур Родригез, Юлианна Караулова, Ольга Бузова, Юлия Паршута, группа «Фабрика», Brandon Stone, BURITO, MBAND, Alessandro Safina и другие.
Ведущими фестиваля были Яна Чурикова, Андрей Малахов и Максим Галкин.

### 2018

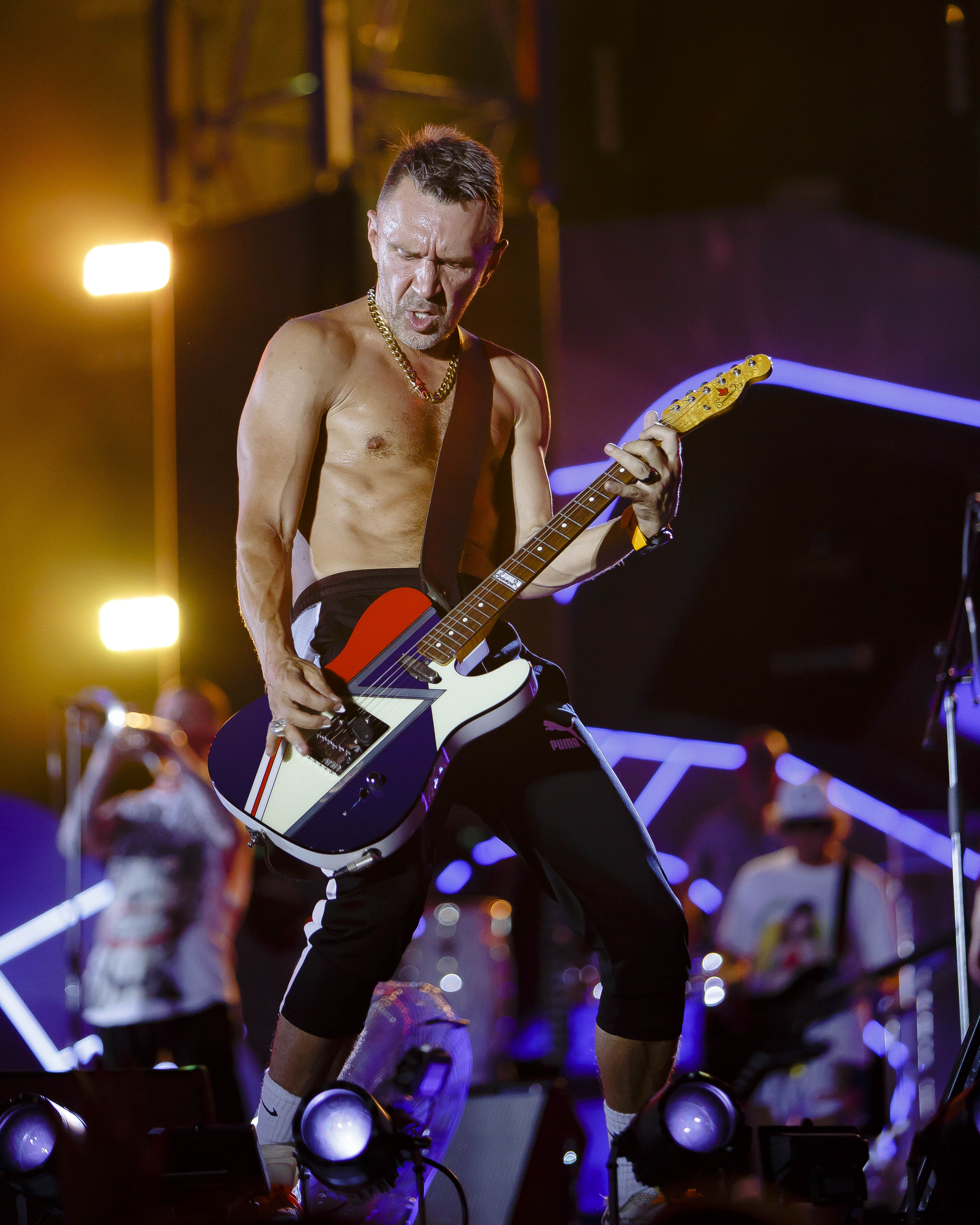
Сергей Шнуров «Ленинград»

В 2018 году фестиваль «ЖАРА» состоялся с 26 по 29 июля. Группировка «Ленинград», Леонид Агутин и Владимир Пресняков выступили перед многотысячной аудиторией с большими сольными концертами, а певица Валерия, Валерий Меладзе, Любовь Успенская провели свои творческие вечера.
Участниками фестиваля «ЖАРА» в 2018 году стали: Steven Seagal, In-Grid, EMIN, Григорий Лепс, Филипп Киркоров, Валерий Меладзе, Любовь Успенская, Сергей Лазарев, Леонид Агутин, Dan Balan, Владимир Пресняков, Валерия, Ани Лорак, A’STUDIO, Глюк’оzа, Александр Панайотов, MONATIK, NK, Градусы, Макс Барских, Тимати, Zivert, Егор Крид, Feduk, МОТ, L'One, Brandon Stone, Alekseev, Время и Стекло, Миша Марвин, Natan, Artik & Asti, Jah Khalib, Кристина Орбакайте, Николай Басков, Александр Маршал, LOBODA, Анжелика Варум, Стас Пьеха, Ирина Дубцова, Юлианна Караулова, Наталья Подольская, Жасмин, Александр Ревва, Натали, Лолита, Тимур Родригез, Банд’Эрос, Джиган, Mozgi, Клава Кока, Elvira T, Мари Краймбрери, Диана Арбенина, Сосо Павлиашвили, Вера Брежнева, ВИА Гра, Леша Свик, Слава, MBAND, Альбина Джанабаева, Денис Клявер, Зара, группа «Пицца», Doni, Анна Седокова, Согдиана, ЗОМБ, ST, Alessandro Safina, Артем Пивоваров, Алексей Чумаков, Юлия Ковальчук, Tomas N’evergreen, Интарс Бусулис, Настасья Самбурская, Рита Дакота и другие.
Ведущими фестиваля стали Яна Чурикова и Николай Басков.
Среди гостей фестиваля были официальный представитель МИД РФ Мария Захарова, пресс-секретарь Президента РФ Дмитрий Песков и Татьяна Навка, Till Lindemann и многие другие.

### 2019
3 мая 2019 года международный музыкальный фестиваль «ЖАРА» впервые прошел за пределами стран СНГ — в Дубае (ОАЭ), на территории отеля Rixos Premium Dubai. На берегу Персидского залива выступили Григорий Лепс, EMIN, Леонид Агутин, Егор Крид, Жасмин, Александр Панайотов, Иванушки International, Artik & Asti, Время и Стекло, MARUV, Ольга Бузова, Альбина Джанабаева, Слава, Тимур Родригез, Валерия и многие другие.
Среди гостей фестиваля в Дубае были Татьяна Навка с семьёй, Араз Агаларов, Борис Ротенберг с семьей и многие другие.
Ведущими вечера стали Юлия Барановская и Константин Тарасюк, а также Альбина Джанабаева и Тимур Родригез.

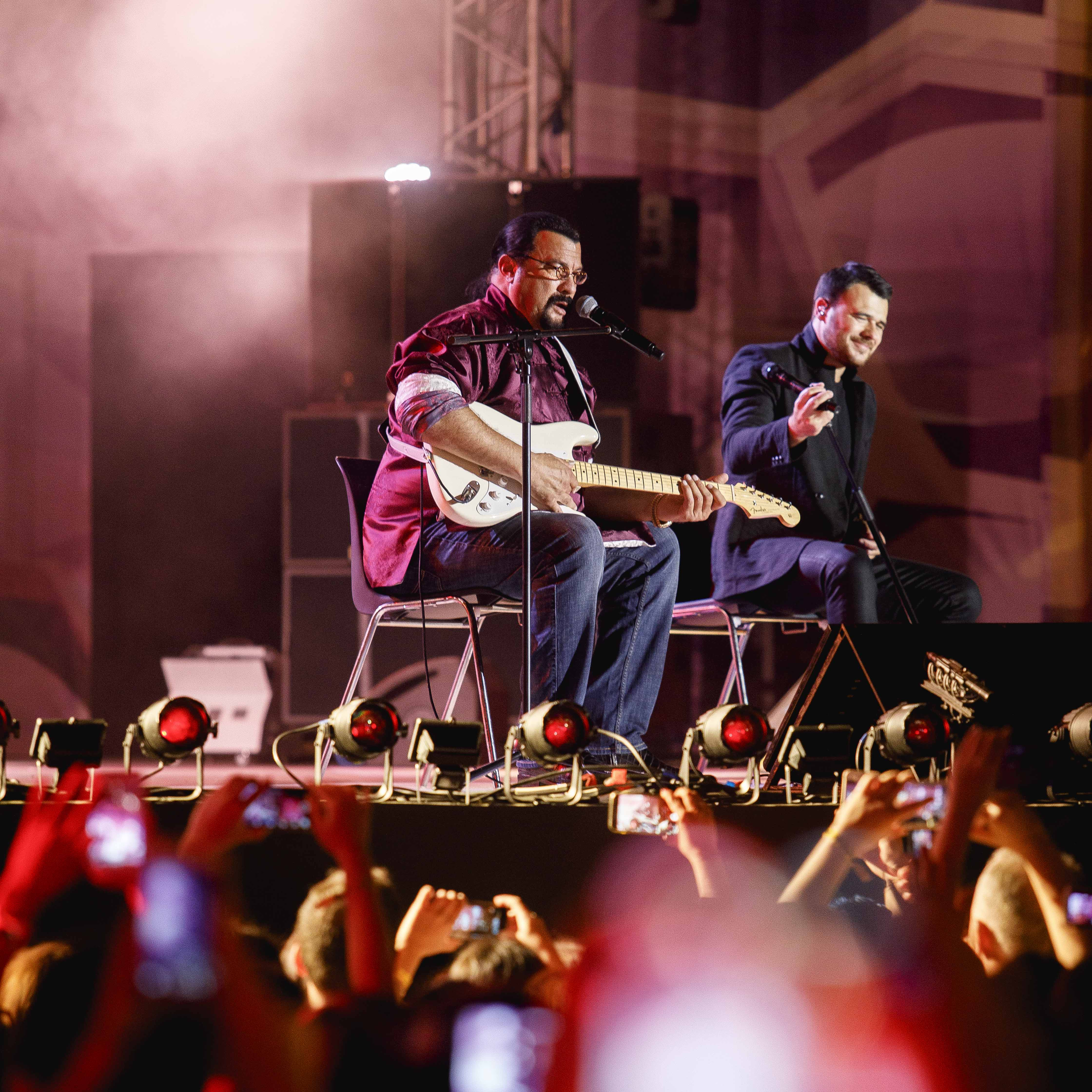
Steven Seagal и EMIN

С 25 по 28 июля 2019 года фестиваль «ЖАРА» прошел в Баку (Азербайджан), на курорте Sea Breeze Resort на берегу Каспийского моря.
В этом году группа «Любэ» выступила с большим сольным концертом, а у Григория Лепса и Стаса Михайлова состоялись творческие вечера. Третий день фестиваля порадовал гостей хитами 90-х и нулевых, а закрылся музыкальный open air концертом Тимати и выступлением артистов Поколения Z.
В фестивале приняли участие более 200 артистов, среди которых: Till Lindemann, Steven Seagal, Филипп Киркоров, LOBODA, EMIN, Ольга Бузова, Григорий Лепс, Стас Михайлов, Валерия, Вера Брежнева, Сергей Лазарев, Леонид Агутин, Владимир Кузьмин, A’STUDIO, Макс Барских, Глюк’оZa, Николай Басков, Лолита, Ани Лорак, «Время и Стекло», Artik & Asti, Zivert, BURITO, MONATIK, NK, Тимати и артисты лейбла Black Star Inc. — МОТ, Natan, Наzима, Doni, Клава Кока, Ternovoy; «Руки Вверх», Диана Арбенина, «Любэ», Кристина Орбакайте, Альбина Джанабаева, «На-на», Наталья Подольская, Александр Буйнов, «Отпетые Мошенники», Mozgi, «Фабрика», Наташа Королева, Денис Клявер, Brandon Stone, Александр Панайотов, Нюша, Слава, Bosson, Alessandro Safina, Любовь Успенская, Зара, Жасмин, Владимир Пресняков, Анита Цой, Александр Малинин, Серега, Александр Иванов и «Рондо», Ирина Дубцова, Стас Пьеха, Алена Свиридова, HammAli & Navai, Митя Фомин, Ирина Нельсон (Reflex (группа)), Tomas N’evergreen, Алексей Чумаков, Юлия Ковальчук, MBAND, CYGO, JONY, El'man, Джиган, Rauf & Faik, RASA и многие другие.

### 2020
14 марта 2020 года международный музыкальный фестиваль «ЖАРА» впервые прошел в Сочи (Россия) на курорте Красная Поляна.
С 29 июля по 2 августа 2020 года запланирован пятый юбилейный международный музыкальный фестиваль «ЖАРА» в Баку (Азербайджан). Впервые в истории фестиваль продлится 5 дней.
16 августа 2020 года международный музыкальный фестиваль впервые пройдет в Монако. А с 27 по 28 августа 2020 года запланировано проведение фестиваля «ЖАРА» в Турции, на территории Yalıkavak Marina Bodrum.
24 октября 2020 года международный музыкальный фестиваль «ЖАРА» впервые пройдет в Дюссельдорфе (Германия), на стадионе ISS DOME, вместимостью до 12 000 человек.

### 2021
В 2021 году международный музыкальный фестиваль «ЖАРА» прошёл с 23 по 27 июня и продлился 4 дня. Изначально фестиваль планировалось провести в спорткомплексе «Лужники» в Москве, но из-за сильного распространения коронавируса он был перенесён в Crocus City Hall.
В связи с ограничениями, введёнными постановлением губернатора Московской области, фестиваль был отменён для зрителей и продолжился в формате телесъёмки.
23 июня в фестивале приняли участие: Emin, Мари Краймбрери, Полина Гагарина, Ани Лорак, LOBODA, Тимати, A’Studio, Ольга Бузова, Александр Панайотов, Иванушки International, Ёлка, Клава Кока, #2Маши, Артур Пирожков, Анет Сай, Сергей Лазарев, Вера Брежнева, Елена Темникова, Хабиб, RASA, Егор Крид, Филипп Киркоров и другие.
24 июня: Emin, Ольга Бузова, Александр Панайотов, Юлия Ковальчук, Nyusha, Ирина Дубцова, Филипп Киркоров, Анна Седокова, Валерия и другие.
25 июня: Emin, Григорий Лепс, Zivert, Юлия Ковальчук, Алсу, Валерий Меладзе, Доминик Джокер, Филипп Киркоров, Валерия, Стас Пьеха и другие.
26 июня: Emin, Григорий Лепс, Тимати, Александр Панайотов, Валерий Меладзе, Даня Милохин, Пелагея, Стас Пьеха, На-На и другие.
27 июня: Emin, Григорий Лепс, Artik & Asti, Глюк’oZa, HammAli & Navai, Karna.val, Даня Милохин, Rauf & Faik, Manizha, JONY, МОТ, Елена Темникова, ELMAN, Леонид Агутин и другие.

### 2022-2023. Отмены фестиваля
Фестиваль «Жара-2022» был запланирован в Баку на конец июля, однако фестиваль был отменён из-за «сложившейся в мире ситуации». По данным СМИ отмена концертов связанна в возмущениями общественности, которые расценили проведение фестиваля как поддержку российского вторжения на Украину.
Фестиваль «Жара-2023» был запланирован в Алма-Аты с 9 по 12 марта, однако фестиваль был отменён «в связи с нестабильной ситуацией в мире». СМИ отмечали что фестиваль был отменён из-за протестов местных активистов, по мнению которых организаторы и участники фестиваля поддерживают войну на Украине. Организаторы фестиваля заявили что причиной отмены является «активная русофобия в казахстанских соцсетях».
После отмены в Казахстане, «Жара-2023» был перенесён в Узбекистан и должен был пройти в Ташкенте 20 и 21 мая, однако был отменён «из-за участия российских певцов и их публикаций в социальных сетях». Ранее против проведения в Ташкенте фестиваля выступила общественность с призывом бойкота, из-за участия в нем «z-артистов, которые поддерживаются Кремлем и поддерживают Кремль».

### 2024
В январе 2024 года фестиваль состоялся в Дубае. На фестивале выступили Егор Крид, Ани Лорак, Jony, «Дискотека Авария», Стас Михайлов и другие.